# Wil Hordijk
Wil Hordijk (Rotterdam, 26 april 1945) is een docent, auteur en programmamaakster bij RTV Baarn. 
Ze werd geboren als dochter van uitgever G. de Valk en schrijfster Stein de Valk-van Eijsden. Ze studeerde Engels aan de Vrije Universiteit van Amsterdam en volgde daar ook colleges Architectuurgeschiedenis.
Wil Hordijk was docente in Zambia en Kenia. Zij werkte mee aan de documentaire Into Africa van producer Peter Oud. In 1999 reisde ze daartoe met Corinne Hemink naar Tanzania en Engeland om filmmateriaal op te nemen. Hoofdpersoon in de film is de Britse aristocraat David Cecil Ricardo (1916 -2001). De film beschrijft de dramatische veranderingen in het leven van Ricardo in het pas onafhankelijk geworden Tanzania. 
In 1977 verhuisde ze naar Baarn en gaf van 1982 tot 2006 les in Engels en Culturele en kunstzinnige vorming aan het Erfgooiers College in Huizen. 
Wil Hordijk is bestuurslid van de Historische Kring Baerne en werkt sinds 2011 als programmamaakster voor RTV Baarn. Tevens is zij jurylid voor de jaarlijkse Engelse poëzievertaalwedstrijd van de Bibliotheek Huizen-Laren-Blaricum.

## Torens van Baarn
Doordat haar Baarnse woning voorzien was van een torentje was Wil Hordijk benieuwd naar de achtergrond van de vele villa's in Baarn die eveneens voorzien waren van een toren.
Na de aanleg van de spoorlijn Amsterdam naar Amersfoort in 1874 lieten vele voorname en vermogende stadsbewoners grote villa’s bouwen. De torens en torenachtige elementen gaven daarbij extra cachet aan de villa’s. Doordat Baarn in die tijd werd omgeven door akkers en woeste heidegronden en nog lage bebossing reikte het uitzicht tot aan de Zuiderzee, de omliggende dorpen en de torens van Amersfoort en Utrecht. In haar boek worden de nog twintig overgebleven torentjes beschreven, evenals de kerktorens en watertorens van Baarn, en de belvedères van paleis Soestdijk en Drakensteyn.  Ook worden aan de torens verwante elementen elementen als dakruiters en lantaarns beschreven. Het boek kwam mede tot stand door de hulp van kunsthistorica Sandra van Berkum.

## Baarnse horeca in historische panden
In 2016 verscheen Baarnse horeca in historische panden. Als programmamaakster had ze over dit onderwerp reeds een serie gemaakt bij RTV Baarn en artikelen geschreven voor Baarn Magazine. In het boek worden zeventien panden behandeld die ouder zijn dan honderd jaar. Het zijn bijna allemaal rijksmonumenten of gemeentelijke monumenten. Ook is een hoofdstuk gewijd aan de zeven inmiddels verdwenen hotels die ooit in Baarn waren gevestigd. Als extraatje is bij elk restaurant het favoriete recept van iedere chef-kok opgenomen.

## Werk
- Into Africa Artist & Company, DVD, producer Peter Oud. uitgeverij Artist & Company, EAN 8717524270056 (2004)[11]
- Torens van Baarn, Stokerkade cultuurhistorische uitgeverij, ISBN 978-90-79156-139 (2010)
- Duizend jaar Baarn; geschiedenis van een Eemlands dorp (co-auteur) (2014)
- Horeca in Baarnse historische panden (2016)
- Mannen met ‘Indisch’ kapitaal en kapitale landhuizen, in: Tussen Vecht en Eem,  2018-3 [12]
- Historisch Baarn (co-auteur) (2024)
- 'Indisch’ kapitaal en kapitale landhuizen, in:  Baarn in de wereld De wereld in Baarn (2024)[13]

- International Standard Name Identifier: 0000 0003 6883 5218
- Nederlandse Thesaurus van Auteursnamen: 330997726
- Virtual International Authority File: 281730052
- WorldCat: E39PBJh4xRM7bRRdjXCBrBg3Qq